# 天成 (安庆绪)
天成（758年-759年三月）是唐朝安史之亂时安庆绪的年号，共计2年。《新唐书》记作“天和”，《蓟门纪乱》记作“至成”。

## 纪年
| 天成 | 元年  | 二年  |
| ---- | ----- | ----- |
| 公元 | 758年 | 759年 |
| 干支 | 戊戌  | 己亥  |

## 參看
- 中国年号索引
- 其他时期使用的天成年号
- 同期存在的其他政权年号
  - 至德（756年七月-758年二月）：唐肅宗的年号
  - 應天（759年正月—三月）：安史之亂領袖史思明之年號
  - 大興（738年—794年）：渤海文王大欽茂之年號
  - 天平寳字（757年八月十八日—765年一月七日）：奈良時代孝謙天皇、淳仁天皇、稱德天皇之年號
  - 贊普鍾（752年—768年）：南詔領袖閣羅鳳之年號